# 堀直人
堀 直人（ほり なおと、1964年11月24日 - ）は、神奈川県出身の元サッカー選手。元サッカー日本代表。現役時代のポジションはDF。実弟の堀孝史は元サッカー選手、指導者。

## 来歴
神奈川県立厚木高等学校、早稲田大学を経て、日本サッカーリーグ2部の全日空横浜クラブ（後の全日空クラブ）に加入。1987-88シーズンにJSL2部で優勝し、1部昇格直後の1988-89シーズンでは第1節の松下電器戦を含む全22試合に出場し1得点1アシストを記録。その後、4シーズンの間にJSL1部通算82試合に出場し4得点5アシストを記録した。
代表レベルでは1988年に日本B代表に選ばれインドネシアで開催されたマラハリム・カップに参加。決勝のPSMS戦を含む全5試合に出場し2得点を挙げて優勝に貢献した。1989年に横山兼三の率いる日本代表に招集され、1990 FIFAワールドカップ・アジア1次予選の登録メンバーとなったが、試合出場の機会はなかった。
1992年、全日空クラブがプロ化により横浜フリューゲルスへ移行した後もチームに在籍し、同年秋のJリーグカップでは5試合に出場。翌1993年5月16日に行われたJリーグサントリーシリーズ第1節の清水エスパルス戦で、渡邉一平に代わり途中出場を果たし、1993年シーズンにリーグ戦5試合に出場した後、同年限りで退団した。
引退後は全日本空輸の社業に戻り、2012年時点では大連空港所長、2019年時点では福島空港所長を務めている。

## 所属クラブ
- 神奈川県立厚木高等学校
- 早稲田大学
- 全日空横浜クラブ / 全日空クラブ / 横浜フリューゲルス

## 個人成績
| 国内大会個人成績 | 国内大会個人成績 | 国内大会個人成績 | 国内大会個人成績 | 国内大会個人成績                 | 国内大会個人成績 | 国内大会個人成績 | 国内大会個人成績  | 国内大会個人成績 | 国内大会個人成績 | 国内大会個人成績 | 国内大会個人成績 |
| 年度             | クラブ           | 背番号           | リーグ           | リーグ戦                         | リーグ戦         | リーグ杯         | リーグ杯          | オープン杯       | オープン杯       | 期間通算         | 期間通算         |
| 年度             | クラブ           | 背番号           | リーグ           | 出場                             | 得点             | 出場             | 得点              | 出場             | 得点             | 出場             | 得点             |
| 日本             | 日本             | 日本             | 日本             | リーグ戦                         | リーグ戦         | リーグ杯         | リーグ杯          | 天皇杯           | 天皇杯           | 期間通算         | 期間通算         |
| ---------------- | ---------------- | ---------------- | ---------------- | -------------------------------- | ---------------- | ---------------- | ----------------- | ---------------- | ---------------- | ---------------- | ---------------- |
| 1987-88          | 全日空           |                  | JSL2部           |                                  |                  | 4                | 0                 | 0                | 0                |                  |                  |
| 1988-89          | 全日空           | 4                | JSL1部           | 22                               | 1                | 2                | 0                 | 4                | 2                | 28               | 3                |
| 1989-90          | 全日空           | 4                | JSL1部           | 22                               | 1                | 2                | 0                 | 3                | 1                | 27               | 2                |
| 1990-91          | 全日空           | 4                | JSL1部           | 16                               | 0                | 0                | 0                 |                  |                  |                  |                  |
| 1991-92          | 全日空           | 4                | JSL1部           | 22                               | 2                | 1                | 0                 |                  |                  |                  |                  |
| 1992             | 横浜F            | -                | J                | -                                | -                | 5                | 0                 |                  |                  |                  |                  |
| 1993             | 横浜F            | -                | J                | 5                                | 0                | 0                | 0                 |                  |                  |                  |                  |
| 通算             | 日本             | 日本             | J                | 5                                | 0                | 5                | 0\|\|\|\|\|\|\|\| |                  |                  |                  |                  |
| 通算             | 日本             | 日本             | JSL1部           | 82                               | 4                | 5                | 0\|\|\|\|\|\|\|\| |                  |                  |                  |                  |
| 通算             | 日本             | 日本             | JSL2部           | \|\|\|\|4\|\|0\|\|0\|\|0\|\|\|\| |                  |                  |                   |                  |                  |                  |                  |
| 総通算           | 総通算           | 総通算           | 総通算           | \|\|\|\|\|\|\|\|\|\|\|\|\|\|     |                  |                  |                   |                  |                  |                  |                  |

## 代表歴
- 日本B代表
  - 第16回マラハリムカップ（1988年）
  - 西ドイツ遠征（1988年）
- 日本代表
  - 1990 FIFAワールドカップ・アジア1次予選（1989年）